# Filipendula rubra
Filipendula rubra es una especie de planta fanerógama de la familia de las rosáceas. 

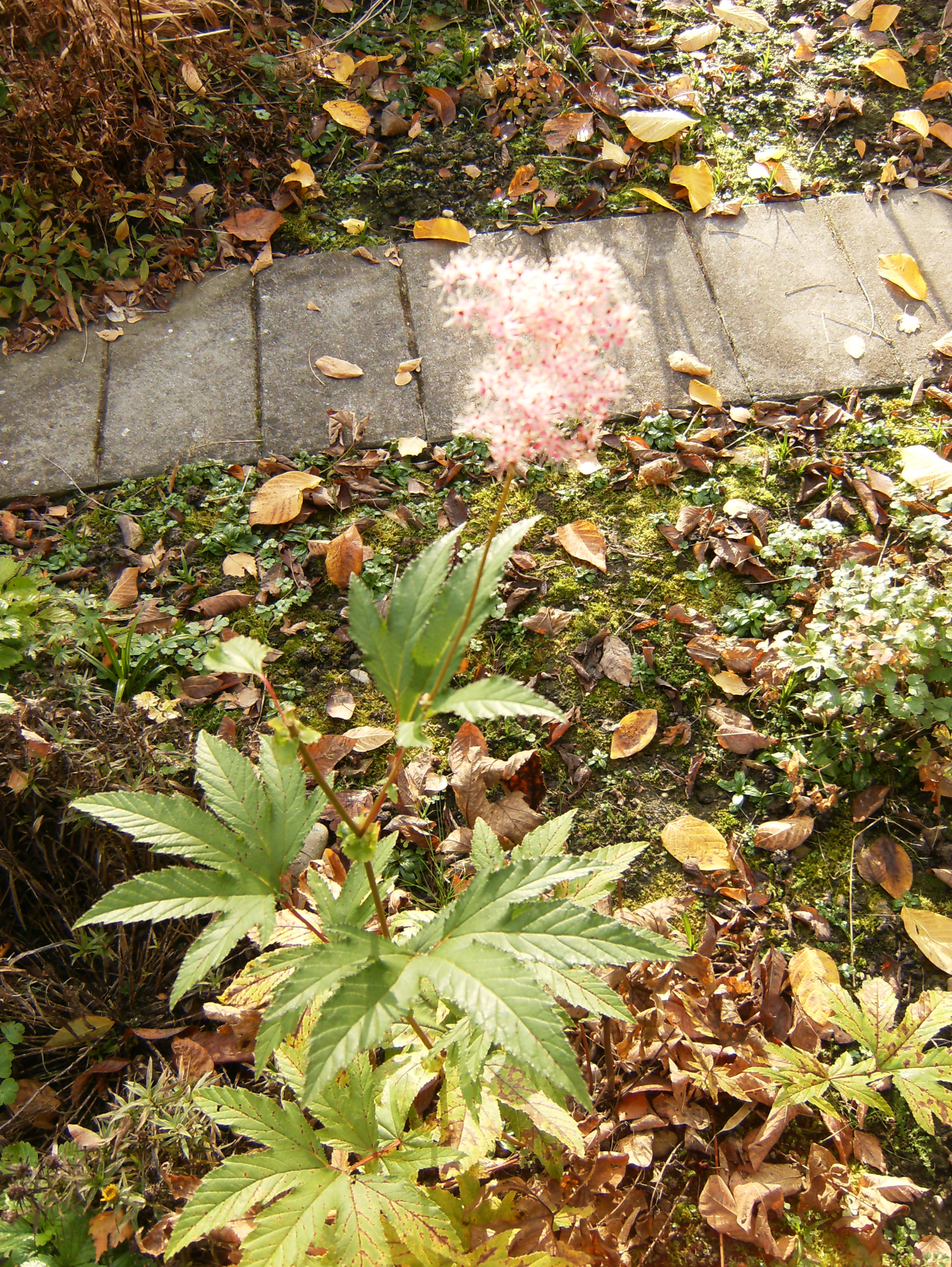
Vista de la planta

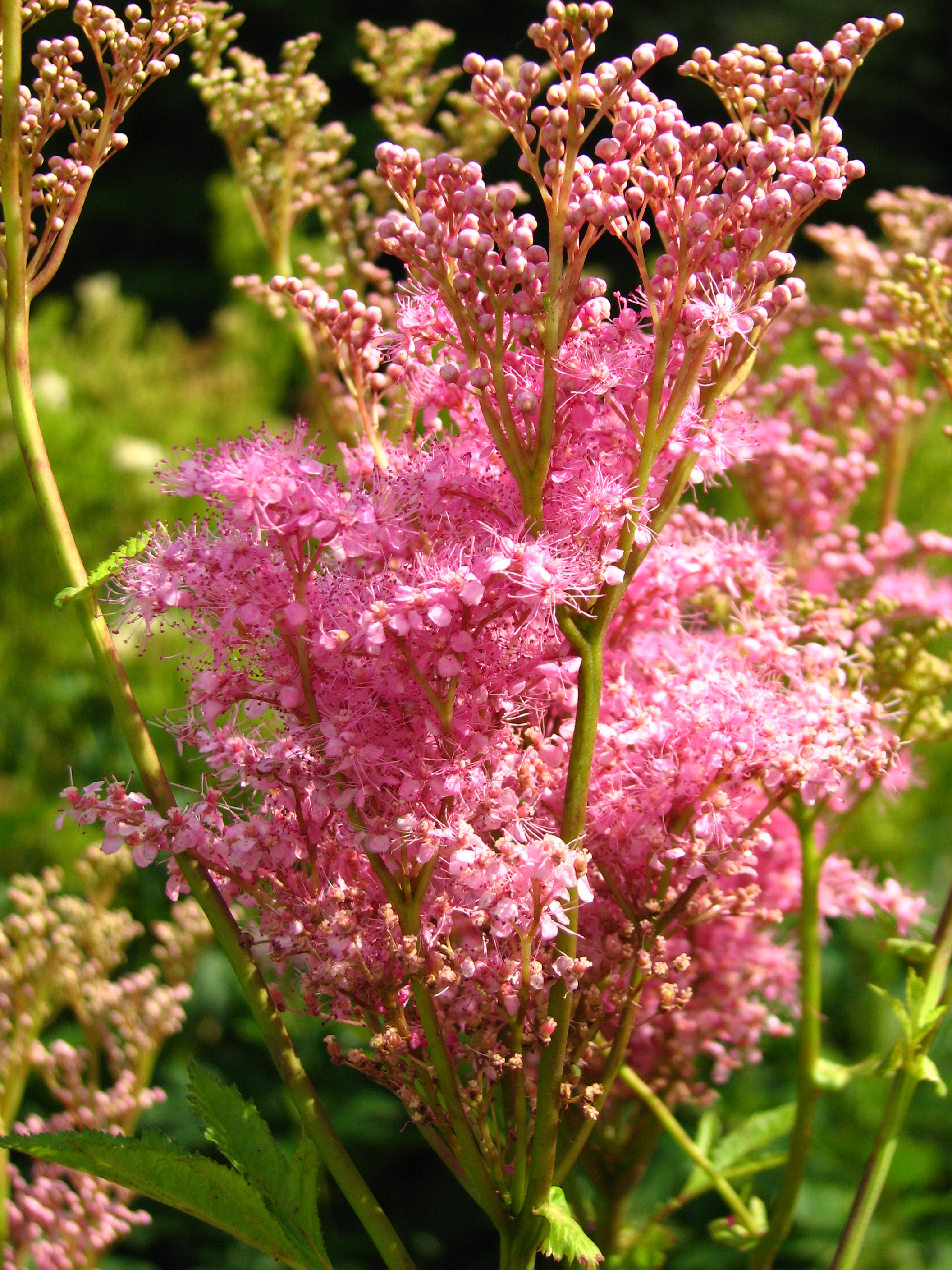
Inflorescencia de la variedad 'Venusta'

## Descripción
Esta especie norteamericana, alcanza un tamaño de hasta 2,4 m de alto, se cultiva por su atractivo follaje profundamente recortado y sus vistosas cabezuelas apiñadas de florecillas color rosa como las del melocotonero. Las flores duran mucho y el follaje permanece bello mucho tiempo después de la floración. Se dan bien en lugares próximos al agua y en prados muy húmedos.

## Usos
Los nativos americanos han utilizado la raíz de F. rubra en la medicina tradicional para tratar problemas del corazón y como un afrodisíaco. La raíz tiene un alto contenido de taninos, por lo que es útil como astringente para tratar la diarrea, la disentería, y el sangrado. La planta no tiene otro uso conocido, excepto por las flores estéticamente agradables y fragantes que florecen de ella, lo que la convierte en una planta atractiva para el cultivo en jardines.

## Taxonomía
Filipendula rubra fue descrita por  (Hill) B.L.Rob. y publicado en Rhodora 8(94): 204. 1906.
Etimología
Filipéndula: nombre genérico que deriva del latín medieval filipendula = "la filipéndula" (Filipendula vulgaris Moench). Según parece, este nombre se recoge por primera vez en el “Antidotarium” de Nicolaus Praepostius (Salerno, Italia, siglo XII) y, en opinión de Andrés Laguna, se llama así “por razon de aquellas muchas cabeçuelas que cuelgan de su rayz, y parecen pender de un hilo” (lat. filum = "hilo"; y pendulus = "péndulo, que pende, colgante")
rubra: epíteto latíno que significa "de color rojo".
Sinonimia
- Filipendula lobata (Gronov. ex Jacq.) Maxim.
- Spiraea lobata Gronov. ex Jacq.
- Spiraea palmata L.
- Spiraea rubra (Hill) Britton
- Thecanisia angustifolia Raf.
- Thecanisia lobata (Gronov. ex Jacq.) Raf.
- Thecanisia ponpurea Raf.
- Thecanisia purpurea Raf.
- Ulmaria lobata Kostel. ex Maxim.
- Ulmaria rubra Hill[6]